# Hoechst
Firma Hoechst AG cu sediul în Frankfurt am Main, a fost unul dintre cele trei mari producători de articole farmacologice, chimice din Germania. Firma a fost întemeiată în anul 1863, fuzionează în anul 1925 cu  „I.G. Farbenindustrie AG”.
Prin anii 1980 asociația are 170.000 angajați cu un volum de desfacere de 46 miliarde de mărci germane. Din anul 2004 numele asociației Hoechst dispare prin fuziune cu „Aventis S.A” care are sediul în  Strasbourg, Franța.